# Église Saint-Sever de Tosse
L'église Saint-Sever de Tosse est un lieu de culte catholique situé sur la commune de Tosse, dans le département français des Landes.
Elle fait l’objet d’une inscription au titre des monuments historiques depuis le 29 février 1928.

## Présentation
L’église Saint-Sever de Tosse est classée aux monuments historiques en 1928. Cet édifice, qui a subi plusieurs transformations, est mis en relief par un cadre de verdure qui l'entoure, dominant un petit lac. Son abside édifiée au XIIe siècle a été transformée en 1926 en un édifice à caractère romano-byzantin, différent de son aspect initial.

## Galerie

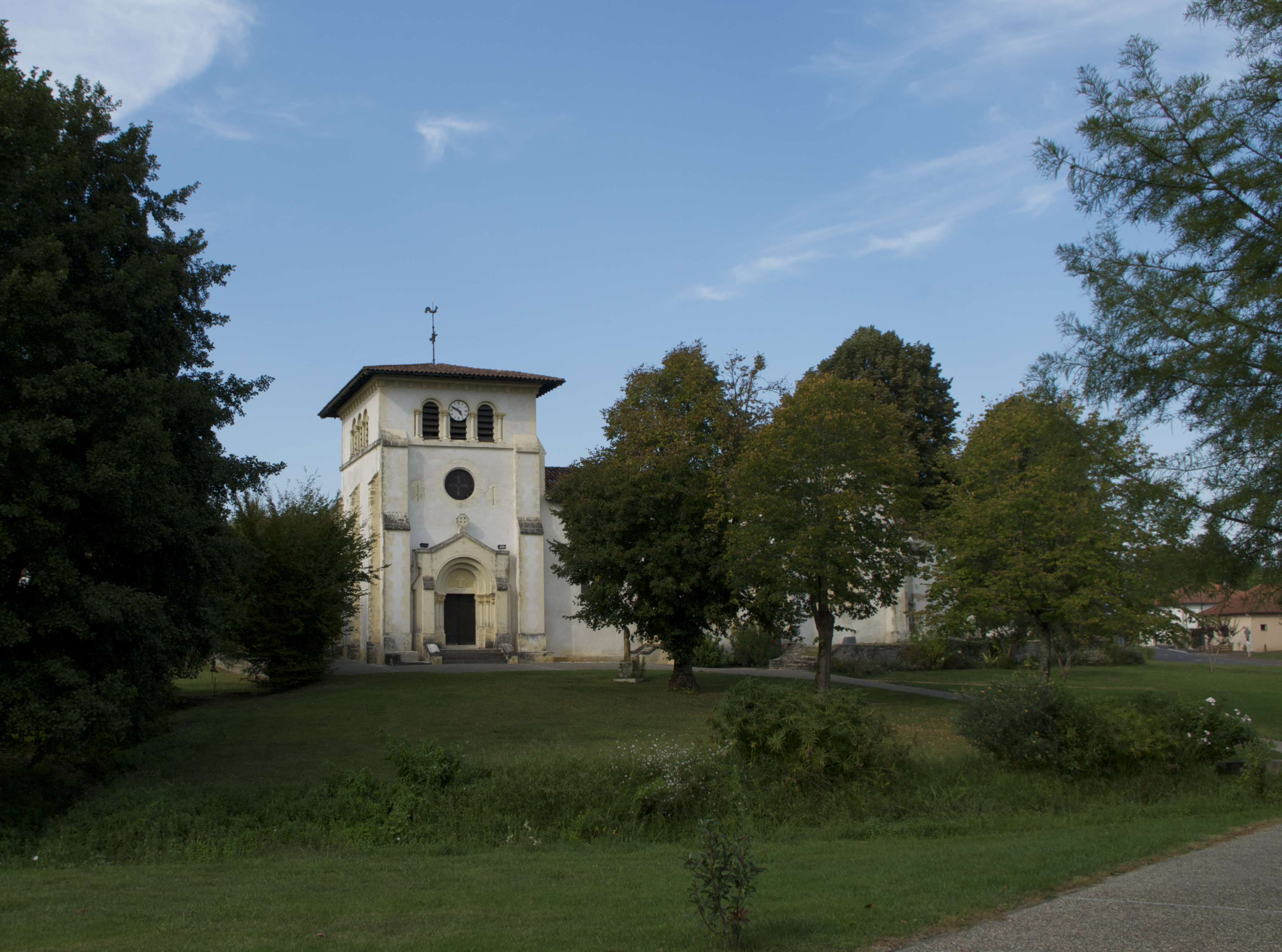
Le clocher.
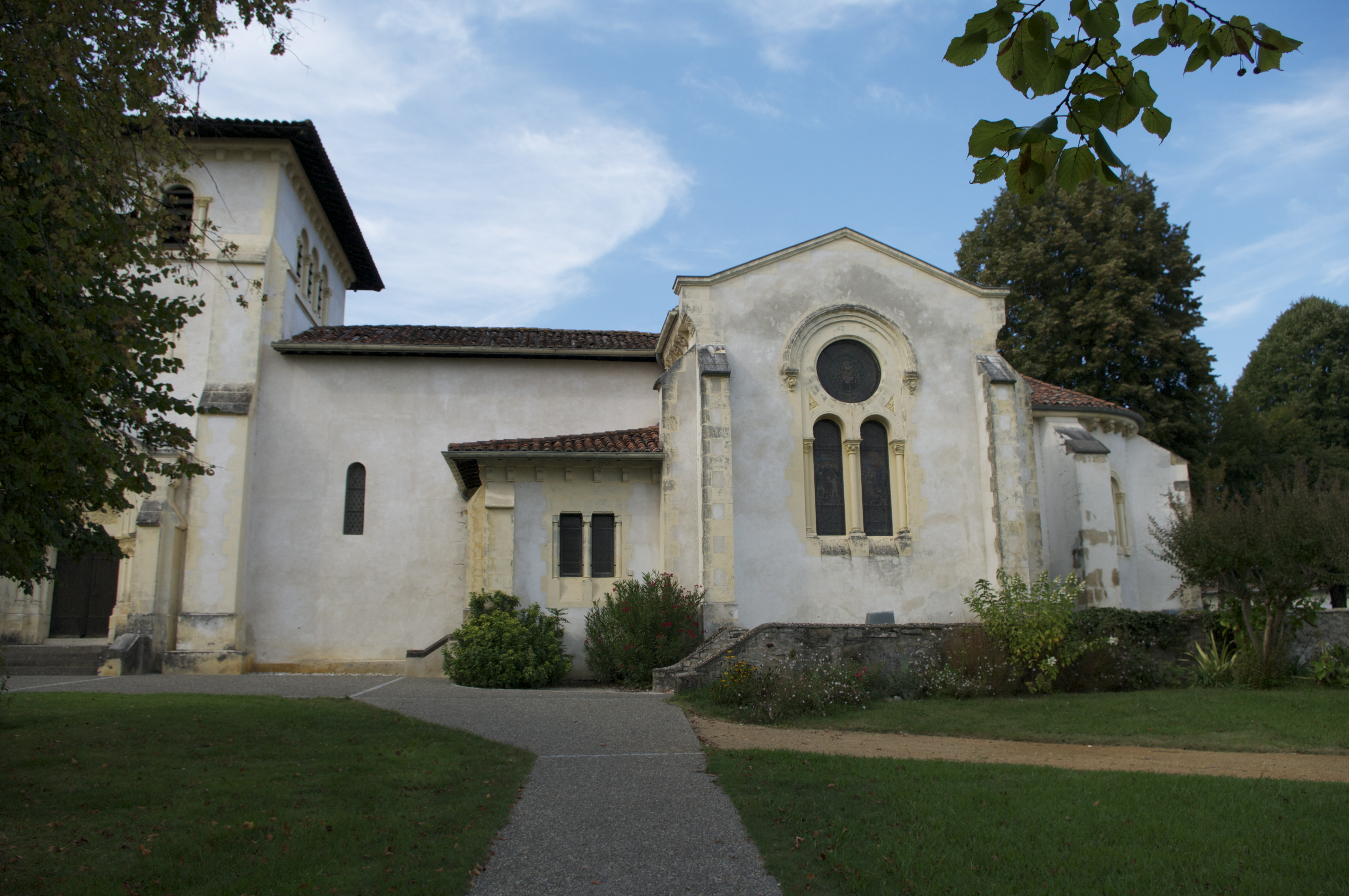
Façade.
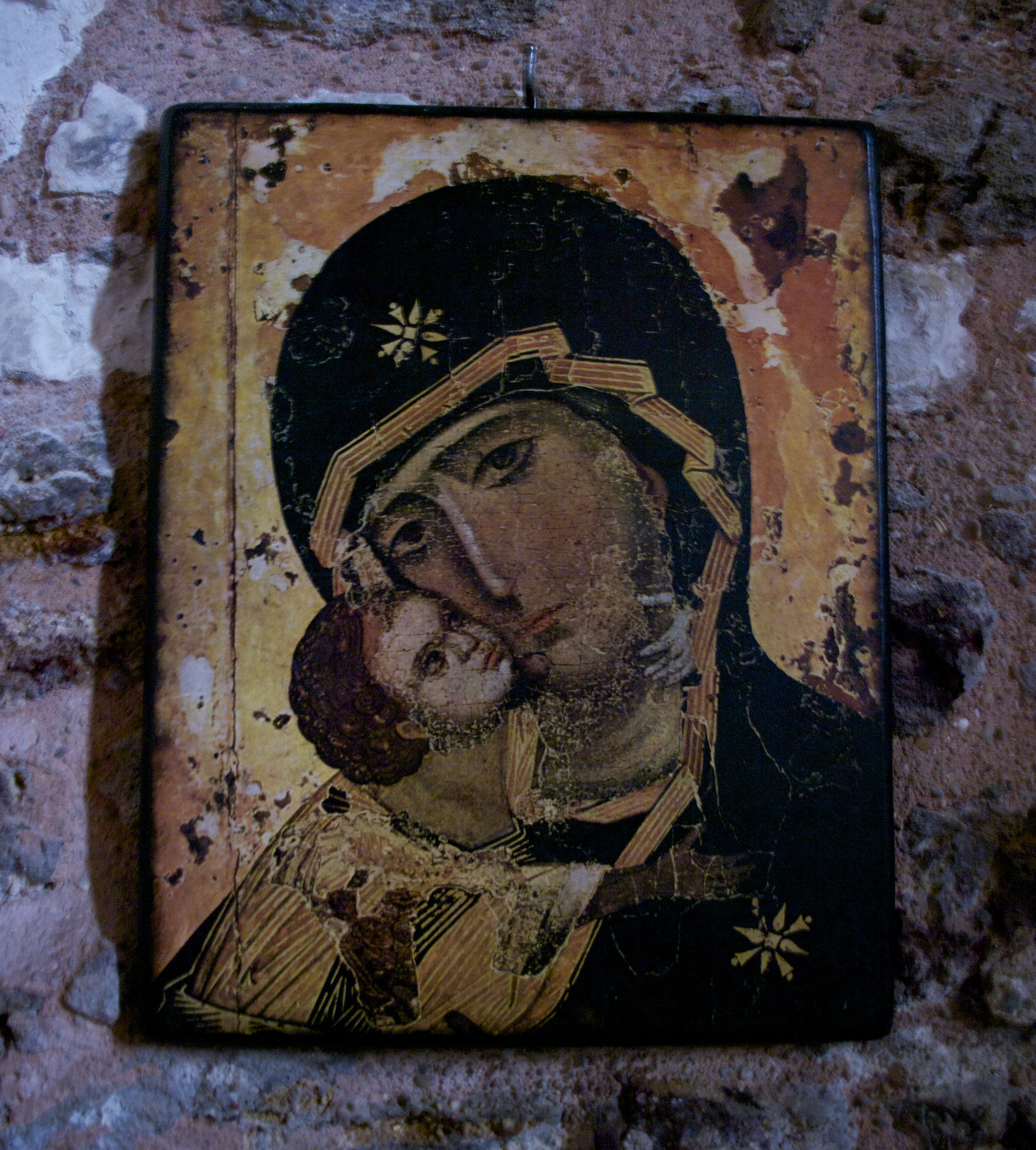
Icône de la Vierge de Vladimir, dans l'église.
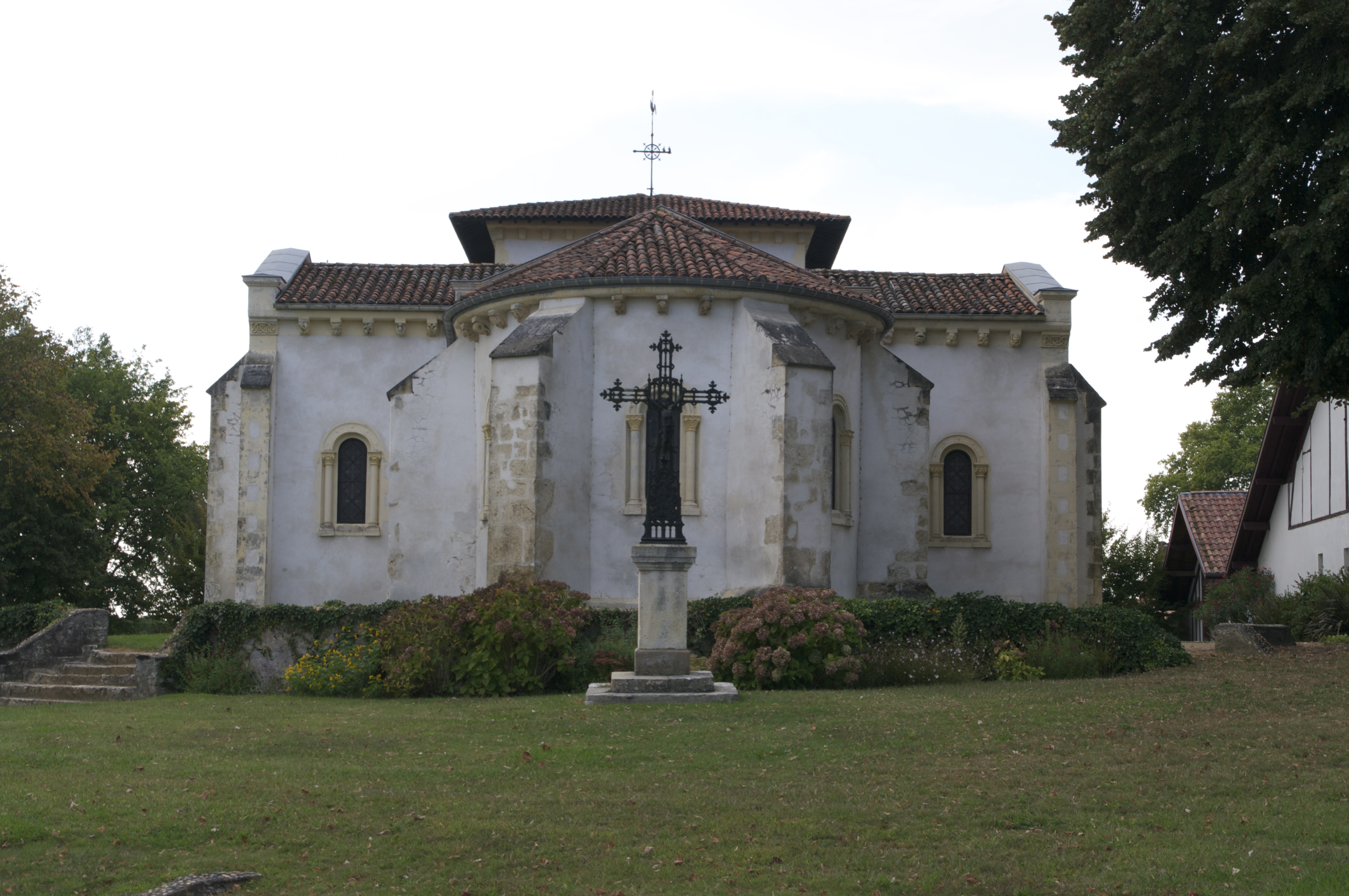
Façade est.
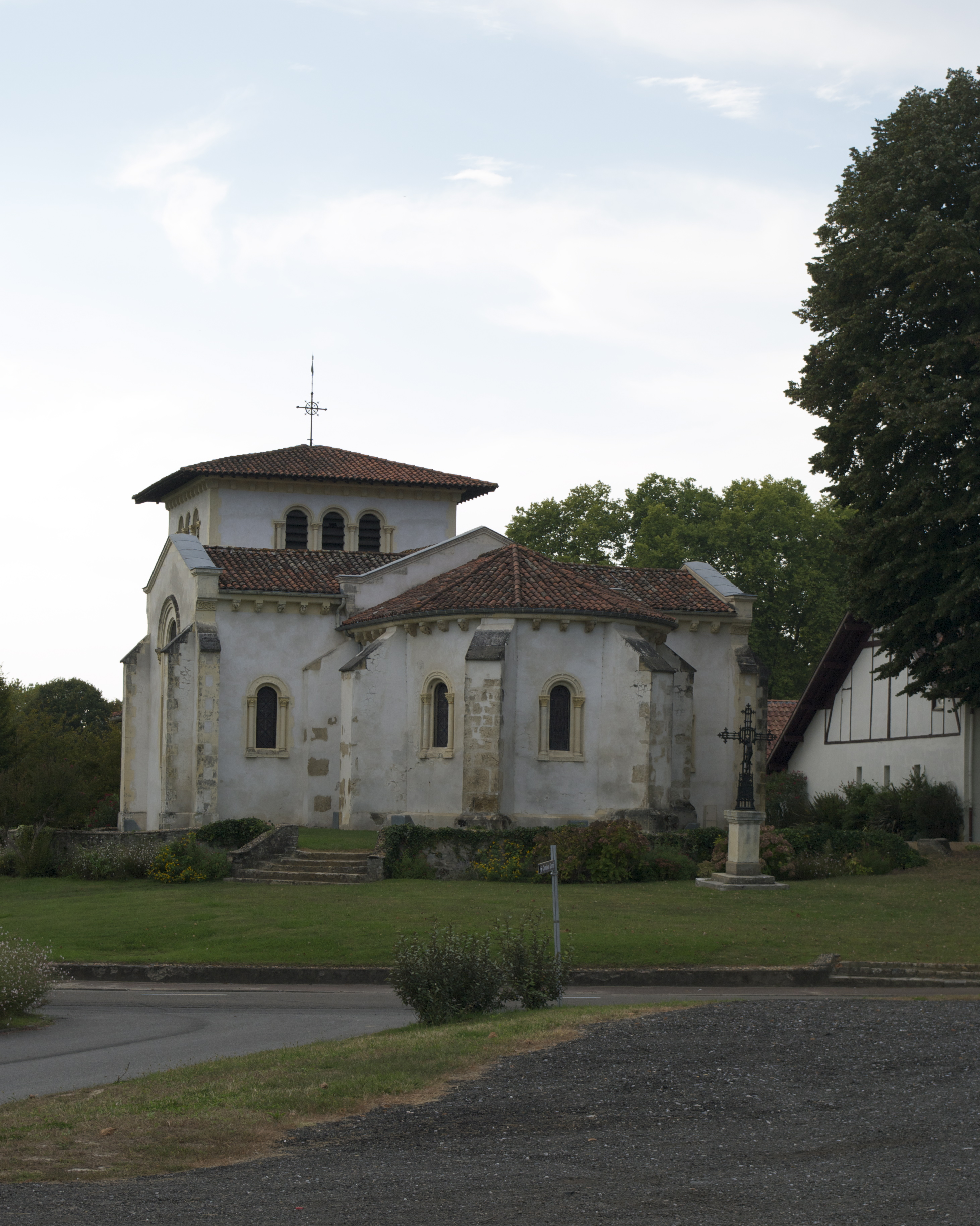
Façade est.